# كرة القدم في الألعاب الأولمبية الصيفية 2000 – تصفيات السيدات
تنافست ثماني فرق في بطولة كرة القدم للسيدات [الإنجليزية] في الألعاب الأولمبية الصيفية 2000. وبالإضافة إلى الدولة المضيفة، أستراليا، تأهلت سبع فرق أخرى إلى البطولة استنادًا إلى نتائج كأس العالم للسيدات 1999.

## الطريقة
على عكس مسابقة الرجال، لم تُخصص مقاعد ثابتة للمشاركة في بطولة السيدات. بل استُخدم كأس العالم للسيدات 1999 كمنافسة تمهيدية لتأهيل الفرق لبطولة كرة القدم للسيدات في الألعاب الأولمبية، التي ضمت ثمانية فرق. وقد تأهلت أستراليا تلقائيًا للبطولة بصفتها الدولة المضيفة، فيما ذهبت المقاعد المتبقية إلى أفضل سبع فرق في كأس العالم للسيدات مع استثناء أستراليا. وقد وضعت الفيفا المعايير التالية لتحديد الفرق السبعة المتبقية:
1. إذا كانت أستراليا إحدى الفرق الثمانية المتأهلة لربع النهائي، فإن جميع الفرق الثمانية ستتأهل إلى الألعاب الأولمبية.
2. إذا لم تكن أستراليا إحدى الفرق الثمانية المتأهلة لربع النهائي، فإن الأربعة الفائزين في ربع النهائي وثلاثة من الخاسرين في ربع النهائي الذين احتلوا المراتب الأفضل سيتأهلون إلى الألعاب الأولمبية.

لتحديد أفضل ثلاثة من الخاسرين في ربع النهائي، وضعت الفيفا معايير التصنيف التالية:
1. فارق الأهداف في ربع النهائي؛
2. عدد الأهداف المسجلة في ربع النهائي؛
3. ثلاث نقاط للفوز المحصلة في جميع مباريات المجموعات (ثلاث نقاط للفوز، ونقطة للتعادل، ولا نقاط للهزيمة)؛
4. فارق الأهداف في جميع مباريات المجموعات؛
5. عدد الأهداف المسجلة في جميع مباريات المجموعات؛
6. ترتيب اللعب النظيف بواسطة الفيفا؛
7. سحب القرعة.

## كأس العالم للسيدات 1999

### التصفيات
تأهل ستة عشر فريقًا إلى كأس العالم للسيدات 1999 في الولايات المتحدة بناءً على تخصيص عدد مقاعد ثابت.
| الاتحاد القاري                                            | الحصص | البطولة                                                        | الفرق المتأهلة                                          |
| --------------------------------------------------------- | ----- | -------------------------------------------------------------- | ------------------------------------------------------- |
| الاتحاد الآسيوي لكرة القدم (آسيا)                         | 3     | كأس آسيا للسيدات 1997                                          | الصين · اليابان · كوريا الشمالية                        |
| الاتحاد الإفريقي لكرة القدم (أفريقيا)                     | 2     | بطولة أفريقيا للسيدات 1998 [الإنجليزية]                        | غانا · نيجيريا                                          |
| كونكاكاف (أمريكا الشمالية، أمريكا الوسطى ومنطقة الكاريبي) | 2.5   | الدولة المضيفة                                                 | الولايات المتحدة                                        |
| كونكاكاف (أمريكا الشمالية، أمريكا الوسطى ومنطقة الكاريبي) | 2.5   | بطولة الكونكاف للسيدات 1998 [الإنجليزية]                       | كندا                                                    |
| كونكاكاف (أمريكا الشمالية، أمريكا الوسطى ومنطقة الكاريبي) | 2.5   | مواجهة CONCACAF ضد CONMEBOL [الإنجليزية]                       | المكسيك                                                 |
| كونميبول (أمريكا الجنوبية)                                | 1.5   | كوبا أمريكا فمنينا 1998                                        | البرازيل                                                |
| اتحاد أوقيانوسيا لكرة القدم (أوقيانوسيا)                  | 1     | بطولة أوقيانوسيا للسيدات 1998 [الإنجليزية]                     | أستراليا                                                |
| الاتحاد الأوروبي لكرة القدم (أوروبا)                      | 6     | تصفيات كأس العالم للسيدات 1999 (الاتحاد الأوروبي) [الإنجليزية] | الدنمارك · ألمانيا · إيطاليا · النرويج · روسيا · السويد |

## ترتيب ربع النهائي
نظرًا لإقصاء أستراليا في دور المجموعات، استُخدمت نتائج ربع النهائي لتحديد الفرق السبعة التي ستتأهل.
على الرغم من أن كلًا من روسيا والسويد خسرتا بفارق هدفين، فقد سجّل السويديون أهدافًا في هزيمتهم بينما لم تسجل روسيا، مما جعلها الفريق الوحيد من بين فرق ربع النهائي التي لم تتأهل إلى الألعاب الأولمبية.
| Pos | الفريق           | GF | GA | GD | التأهيل                                  |
| --- | ---------------- | -- | -- | -- | ---------------------------------------- |
| 1   | النرويج          | 3  | 1  | +2 | تأهل إلى الألعاب الأولمبية الصيفية 2000 ‏ |
| 2   | الصين            | 2  | 0  | +2 | تأهل إلى الألعاب الأولمبية الصيفية 2000 ‏ |
| 3   | البرازيل         | 4  | 3  | +1 | تأهل إلى الألعاب الأولمبية الصيفية 2000 ‏ |
| 4   | الولايات المتحدة | 3  | 2  | +1 | تأهل إلى الألعاب الأولمبية الصيفية 2000 ‏ |
|     |                  |    |    |    | تأهل إلى الألعاب الأولمبية الصيفية 2000 ‏ |
| 5   | نيجيريا          | 3  | 4  | −1 | تأهل إلى الألعاب الأولمبية الصيفية 2000 ‏ |
| 6   | ألمانيا          | 2  | 3  | −1 | تأهل إلى الألعاب الأولمبية الصيفية 2000 ‏ |
| 7   | السويد           | 1  | 3  | −2 | تأهل إلى الألعاب الأولمبية الصيفية 2000 ‏ |
| 8   | روسيا            | 0  | 2  | −2 |                                          |

## الفرق المتأهلة
تأهلت الفرق التالية لبطولة كرة القدم للسيدات في الألعاب الأولمبية الصيفية 2000:
| الفريق           | الاتحاد القاري              | تأهلت كـ                              | تأهلت في       | الظهور السابقة في كرة القدم في الألعاب الأولمبية الصيفية |
| ---------------- | --------------------------- | ------------------------------------- | -------------- | -------------------------------------------------------- |
| أستراليا         | اتحاد أوقيانوسيا لكرة القدم | Host                                  | 1993 سبتمبر 23 | 0 (debut)                                                |
| الصين            | الاتحاد الآسيوي لكرة القدم  | كأس العالم للسيدات 1999 وصيف          | 1999 يونيو 30  | 1 (1996)                                                 |
| النرويج          | الاتحاد الأوروبي لكرة القدم | كأس العالم للسيدات 1999 المركز الرابع | 1999 يونيو 30  | 1 (1996)                                                 |
| السويد           | الاتحاد الأوروبي لكرة القدم | الخاسر الثالث الأفضل في ربع النهائي   | 1999 يونيو 30  | 1 (1996)                                                 |
| ألمانيا          | الاتحاد الأوروبي لكرة القدم | الخاسر الثاني الأفضل في ربع النهائي   | 1999 يوليو 1   | 1 (1996)                                                 |
| الولايات المتحدة | كونكاكاف                    | كأس العالم للسيدات 1999 بطل           | 1999 يوليو 1   | 1 (1996)                                                 |
| البرازيل         | كونميبول                    | كأس العالم للسيدات 1999 المركز الثالث | 1999 يوليو 1   | 1 (1996)                                                 |
| نيجيريا          | الاتحاد الإفريقي لكرة القدم | الخاسر الأفضل في ربع النهائي          | 1999 يوليو 1   | 0 (debut)                                                |

### التوزيع حسب الاتحاد القاري
| الاتحاد القاري              | الفرق المتأهلة |
| --------------------------- | -------------- |
| الاتحاد الآسيوي لكرة القدم  | 1              |
| الاتحاد الإفريقي لكرة القدم | 1              |
| كونكاكاف                    | 1              |
| كونميبول                    | 1              |
| اتحاد أوقيانوسيا لكرة القدم | 1              |
| الاتحاد الأوروبي لكرة القدم | 3              |

## روابط خارجية
- بطولات كرة القدم الأولمبية سيدني 2000 – السيدات, FIFA.com